# Джинджеринг

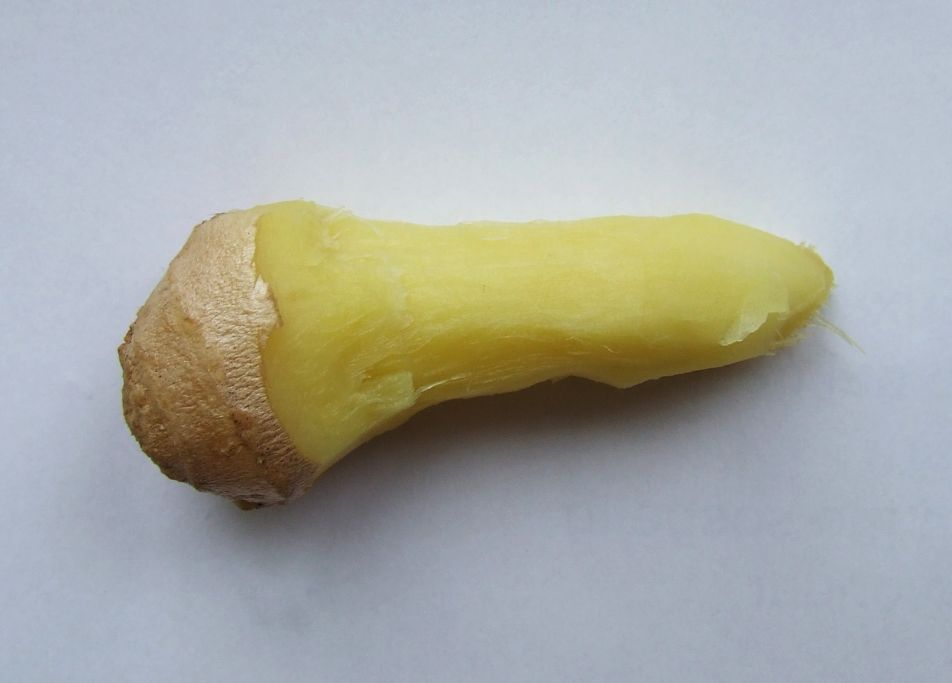
Зачищенный корень имбиря

Джинджеринг, или джинджеринг хвоста — введение в анус или вульву лошади раздражителя, такого как свежий имбирь (англ. ginger), для того чтобы животное высоко держало хвост и в меньшей степени для повышения подвижности. Исторически данная процедура, цель которой заключалась в том, чтобы заставить старую лошадь вести себя как молодая лошадь или временно расшевелить больное или ослабленное животное, была известна в английском языке под именем feaguing (из него происходит слово «figging») и допускала использование имбиря, лука, перца, табака или живого угря. В современном состоянии практики используют пасту с концентрированным джинджеролом.
На выставках лошадей у аравийской и американской пород желательны высоко поднятый хвост и живость. Почти все организации по санкционированию выставок лошадей в США прямо запрещают имбирь и имеют право дисквалифицировать лошадь, с которой обращаются подобным образом. Хотя в некоторых регионах соблюдение правила может быть менее строгим, для выявления имбиря в анусе могут проводиться такие тесты, как «мазок на имбирь». Хотя тесты не до конца надежны, боязнь вскрытия уловки привели к тому, что некоторые владельцы стали помещать раздражитель во влагалище (если это кобыла). В современном ветеринарном словаре отмечается, что введение в вагину более эффективно, чем в анус, поскольку раздражитель дольше остается на месте, и делается вывод, что джинджеринг «будет считаться актом жестокости в любом цивилизованном сообществе».